# Уиллоус
Уи́ллоус (англ. Willows) — город и окружной центр округа Гленн, штат Калифорния. По данным переписи населения в 2000 году население города составляло 6 220 человек.

## История
Ранее город назывался Уиллоу (англ. Willow). Почтовое отделение Уиллоу было открыто в 1876 году, статус города был получен 16 января 1886 года. Смена названия на Уиллоус произошла в 1916 году.

## География
Уиллоус расположен в 16 милях (26 км) к югу от Орленда.
Общая площадь города равняется 7,5 км², из которых 7,4 км² (98,96%) составляет суша и 0,1 км² (1,04%) — вода.

## Демография
По данным переписи 2000 года, население Уиллоуса составляет 6 220 человек, 2 134 домохозяйства и 1 513 семей, проживающих в городе. Плотность населения равняется 836,8 чел/км². В городе 2 368 единицы жилья со средней плотностью 318,6 ед/км². Расовый состав города включает 69,3% белых, 0,9% чёрных или афроамериканцев, 2,3% коренных американцев, 10,3% азиатов, 0,2% выходцев с тихоокеанских островов, 12,3% представителей других рас и 4,8% представителей двух и более рас. 23,3% из всех рас — латиноамериканцы.
Из 2 134 домохозяйств 38,5% имеют детей в возрасте до 18 лет, 52,1% являются супружескими парами, проживающими вместе, 14,2% являются женщинами, проживающими без мужей, а 29,1% не имеют семьи. 24,7% всех домохозяйств состоят из отдельных лиц, в 11,0% домохозяйств проживают одинокие люди в возрасте 65 лет и старше. Средний размер домохозяйства составил 2,83, а средний размер семьи — 3,40.
В городе проживает 32,7% населения в возрасте до 18 лет, 9,6% от 18 до 24 лет, 26,4% от 25 до 44 лет, 19,0% от 45 до 64 лет, и 12,4% в возрасте 65 лет и старше. Средний возраст населения — 31 год. На каждые 100 женщин приходится 98,1 мужчин. На каждые 100 женщин в возрасте 18 лет и старше приходится 92,4 мужчин.
Средний доход на домашнее хозяйство составил $27 466, а средний доход на семью — $35 856. Мужчины имеют средний доход в $30 297 против $22 159 у женщин. Доход на душу населения равен $12 523. Около 17,7% семей и 24,6% всего населения имеют доход ниже прожиточного уровня, в том числе 39,6% из них моложе 18 лет и 9,4% от 65 лет и старше.